# Dinaromys bogdanovi
Dinaromys bogdanovi — вид ссавців з родини Cricetidae. Від цього виду відділено вид Dinaromys longipedis

## Історія
Вид колись мав більше поширення, про що свідчать плейстоценові знахідки з територій Італії, Угорщини та Греції.

## Проживання
Країни проживання: Боснія і Герцеговина, Хорватія, Північна Македонія, Хорватія, Чорногорія, Сербія. Мешкає від рівня моря до 2200 м, але зазвичай вище 1500 м і рідко значно нижче. Живе виключно в скелястих вапнякових карстових районах, зазвичай знаходять на луках вище лінії дерев, рідше в скелястих районах нижче лінії дерев.

## Фізичні характеристики
Довжина тіла від 10 до 15 см, хвіст від 8 до 11 см. Шерсть сіро-коричневого кольору на верхній стороні, знизу світло-сіра.

## Поведінка
Харчується травами. Веде нічний спосіб життя, вдень ховається під каменями. На зиму створює запаси їжі. Довголіття: до чотирьох років, вік статевої зрілості: два роки, має 1-2 приплоди на рік.

## Таксономія
Вид був описаний у збірнику The Annals And Magazine of Natural History. Vol.IX. 9th series (1922).